# Ministério da Economia e da Inovação
O Ministério da Economia e da Inovação foi a designação de um departamento do XVII Governo Constitucional de Portugal. No XVIII Governo Constitucional, passou a Ministério da Economia, da Inovação e do Desenvolvimento.

## Ministros
Os titulares do cargo de ministro da Economia e da Inovação foram:
| Período                                    | Ministro                     | Governo                     |
| ------------------------------------------ | ---------------------------- | --------------------------- |
| 12 de março de 2005 – 6 de julho de 2009   | Manuel Pinho                 | XVII Governo Constitucional |
| 6 de julho de 2009 – 26 de outubro de 2009 | Fernando Teixeira dos Santos | XVII Governo Constitucional |